# Карел Гуса
Карел Гуса (англ. Karel Husa, 7 серпня 1921 , Прага  — 14 грудня 2016 , Апекс ) — чесько-американський композитор і диригент.
Лауреат Пулітцерівської премії за видатний музичний твір 1969 року та премії Гравемаєра за музичну композицію 1993 року.

## Біографія
Карел Гуса народився 7 вересня 1921 року у Празі. В ранньому дитинстві навчився грати на скрипці та фортепіано. Пройшовши випускний іспит у середній школі, в 1941 році Гуса вступив до Празької консерваторії, де навчався у Ярослава Ржиткі та відвідував курси диригування Метода Долежіла та Павела Дедечека.
Після закінчення Другої світової війни Гуса був прийнятий в аспірантуру Празької академії, де відвідував курси під керівництвом Ржиткі і закінчив їх у 1947 році. Потім продовжив вивчати композицію та диригування в Парижі. У 1947 році він навчався у Артура Онеґґера та Надії Буланже. Навчався диригуванню в Нормальній школі музики та Паризькій консерваторії. Його викладачами диригування були Жан Фурне, Ежен Біго та Андре Клюйтанс. Він присвятив свою кар'єру композиції та диригуванню.
Міжнародну увагу до себе Гуса привернув в червні 1950 року після прем'єри його Першого струнного квартету. За цю роботу композитор отримав нагороду Лілі Буланже 1950 року та премію Фестивалю Білтовена 1951 року. Після цього композитор виступав перед Міжнародним товариством сучасної музики в Брюсселі (1950), на фестивалі в Зальцбурзі (1950), Дармштадті (1951) і Нідерландах (1952), а також на різних концертах у Німеччині, Франції, Швеції, Великій Британії, Швейцарії, Австралії та США. Інші композиції, написані Карелом Гусою під час його перебування в Парижі, включають Divertimento для струнного оркестру, Concertino для фортепіано з оркестром, Évocations de Slovaquie, Musique d'amateurs, Portrait для струнного оркестру, Першу симфонія, Першу сонату для фортепіано та Другий струнний квартет. Протягом цього періоду основним захопленням та інтересом композитора був стиль, на який в першу чергу впливали Вітезслав Новак, Леош Яначек, Бела Барток та Ігор Стравинський.
У 1954 році Карел Гуса іммігрував до США і став їх громадянином.
З 1954 по 1992 рік Гуса був професором Корнельського університету, займав кафедру музики Каппа Альфа. Серед композиторів, які навчались у Гуси, були Стівен Стакі, Леонард Лерман, Крістофер Роуз, Джон Стенлі Хілліард, Джеррі Амальдев, Девід Конт та Байрон Адамс. Він також був викладачем Ітакського коледжу з 1967 по 1986 рік, а в 1977—1984 роках працював головним диригентом Каюгського камерного оркестру. Гуса написав Музику для Праги, твір на згадку про вторгнення військ Варшавського договору до Чехословаччини в 1968 році, який став однією з його найвідоміших композицій. Його Третій струнний квартет отримав Пулітцерівську премію в 1969 році. В 1993 році Гуса став лауреатом премії Гравемаєра за музичну композицію за свій Концерт для віолончелі з оркестром. Він був національним меценатом Delta Omicron, міжнародного професійного музичного братства. У 2012 році Гуса отримав почесний ступінь доктора образотворчих мистецтв в Університеті Луїсвілля. В останні роки Гуса проживав в Апексі, штат Північна Кароліна.
Гуса та його дружина Сімона були одружені протягом 64 років. У пари народилося чотири доньки: Аннет, Кетрін, Елізабет і Керолайн. Вдова та дочки пережили його.
Празький симфонічний оркестр є головним виконавцем симфонічної спадщини Гуси в його рідній Чехії, оскільки він здійснив прем'єру або записав низку його композицій. Музика для Праги стала постійною частиною репертуару Празького симфонічного оркестру.

## Композиції

### Балет
| Дата | Чеська назва | Англійська назва              | Примітка                                                      |
| ---- | ------------ | ----------------------------- | ------------------------------------------------------------- |
| 1974 |              | Непохитний олов'яний солдат   | для оповідача та оркестру за казкою Ганса Крістіана Андерсена |
| 1976 |              | Монодрама (портрет художника) | на замовлення балету Університету Батлера                     |
| 1980 | Trojské ženy | Троянські жінки               | на замовлення Луїсвільського університету                     |

### Оркестрові твори
| Дата      | Чеська назва                       | Англійська назва                                | Примітка                                                                      |
| --------- | ---------------------------------- | ----------------------------------------------- | ----------------------------------------------------------------------------- |
| 1944      | Předehra pro velký orchestr        | Увертюра для великого оркестру                  | Op. 3                                                                         |
| 1944      | Sinfonietta pro komorní orchestr   | Сінфоньєтта                                     | Op. 4; для камерного оркестру                                                 |
| 1946–1947 | Tři fresky pro orchestr            | Trois fresques (три фрески)                     | Op. 7; для оркестру                                                           |
| 1948      | Divertimento pro smyčcový orchestr | Divertimento - 1. Увертюра - 2. Арія - 3. Фінал | для струнного оркестру                                                        |
| 1952      |                                    | Musique d'amateurs, чотири легкі п'єси          | для гобоя (або кларнета чи флейти), труби та струнного оркестру з ударними    |
| 1953      | Portrait pro smyčce                | Портрет                                         | для струнного оркестру                                                        |
| 1953      | Symfonie č.1                       | Симфонія № 1                                    |                                                                               |
| 1955      | Čtyři malé kusy pro smyčce         | Чотири маленькі п'єси (Vier kleine Stücke)      | для струнного оркестру (або солістів)                                         |
| 1956–1957 |                                    | Фантазії - 1. Арія - 2. Каприччо - 3. Ноктюрн   | для оркестру                                                                  |
| 1960      |                                    | Мозаїки                                         | для оркестру                                                                  |
| 1963      |                                    | Фреска                                          | для оркестру; ревізія № 1 з фресок Труа (1946—1947)                           |
| 1968      | Hudba pro Prahu 1968               | Музика для Праги                                | оригінал для симфонічного колективу                                           |
| 1971      |                                    | Два сонети Мікеланджело                         | для оркестру                                                                  |
| 1979      |                                    | Пастораль для струнних                          | на замовлення Американської асоціації викладачів струнних інструментів (ASTA) |
| 1980      |                                    | Сцени з «Троянок»                               | сюїта з балету                                                                |
| 1983      |                                    | Роздуми (Симфонія № 2)                          |                                                                               |
| 1984      |                                    | Симфонічна сюїта                                | для оркестру                                                                  |
| 1986      |                                    | Концерт для оркестру                            |                                                                               |
| 1990      | Předehra «Mládí»                   | Увертюра «Молодість»                            | на замовлення Сіетлського молодіжного симфонічного оркестру                   |
| 1996      |                                    | Святкування фанфар                              | для оркестру                                                                  |
| 1997      |                                    | Celebración                                     | для оркестру                                                                  |

### Твори для ансамблю
| Дата       | Чеська назва                                          | Англійська назва                                                                       | Примітка                                                                        |
| ---------- | ----------------------------------------------------- | -------------------------------------------------------------------------------------- | ------------------------------------------------------------------------------- |
| 1958       | Divertimento pro žesťové a bicí nástroje              | Divertimento                                                                           | для мідних духових та ударних; розширення восьми чеських дуетів                 |
| 1968       | Hudba pro Prahu 1968                                  | Музика для Праги - 1. Вступ та фанфари - 2. Арія - 3. Інтерлюдія - 4. Токката та Хорал | оригінальна версія для концертного колективу; також для оркестру                |
| 1970       | Apoteóza planety země                                 | Апофеоз цієї Землі - 1. Апофеоз - 2. Трагедія руйнування - 3. Післямова                | оригінальна версія для концертного колективу; також для хору та оркестру (1972) |
| 1973       | Al Fresco pro koncertní dechový orchestr              | Al Fresco                                                                              | для концертного колективу                                                       |
| 1974, 1995 | Divertimento pro dechové a bicí nástroje              | Divertimento                                                                           | для духових та ударних                                                          |
| 1980       | Fanfara pro žesťové a bicí nástroje                   | Фанфари                                                                                | для мідних духових та ударних                                                   |
| 1980       | Intrady an interludia pro sedm trubek a bicí nástroje | Інтради та інтермедії для семи труб і ударних                                          |                                                                                 |
| 1982       | Koncert pro dechový ansembl                           | Концерт для духового ансамблю                                                          | лауреат першої міжнародної премії «Садлер», 1983 рік                            |
| 1984       | Smetanovská fanfara                                   | Фанфари Сметани                                                                        | для великого духового ансамблю                                                  |
| 1996       |                                                       | Les Couleurs fauves (яскраві кольори)                                                  | на замовлення Північно-Західного університету                                   |
| 1996       |                                                       | Святкування Середнього Заходу                                                          | фанфари для 3-х духових та ударних ансамблів                                    |
| 2006       | Gepard                                                | Гепард                                                                                 | на замовлення духового симфонічного оркестру Луїсвільського університету        |

### Концертні твори
| Дата | Чеська назва                                        | Англійська назва                                    | Примітка                                                                                               |
| ---- | --------------------------------------------------- | --------------------------------------------------- | --- |
| 1949 | Concertino pro klavír a orchestr                    | Концертіно для фортепіано з оркестром               | Op. 10; також для фортепіанного та духового ансамблю (1984) або 2 фортепіано                           |
| 1959 | Poem pro violu a komorní orchestr                   | Поема                                               | для альта та камерного оркестру (або фортепіано)                                                       |
| 1967 | Koncert pro altsaxofon a koncertní dechový orchestr | Концерт для альт-саксофона та концертного ансамблю  | також для альт-саксофона та фортепіано                                                                 |
| 1961 | Elegie a rondo pro altosaxofon a orchestr           | Елегія та Рондо (Élégie et rondeau)                 | для альт-саксофона та оркестру (або фортепіано)                                                        |
| 1965 |                                                     | Серенада                                            | для духового квінтету зі струнним оркестром, ксилофоном та арфою (або духовим квінтетом та фортепіано) |
| 1971 |                                                     | Концерт для духового квінтету зі струнним оркестром | |
| 1971 | Koncert pro bicí nástroje a dechový soubor          | Концерт для ансамблю ударних і духових              | |
| 1973 | Koncert pro trubku a koncertní dechový orchestr     | Концерт для труби із духовим оркестром              | також для труби та фортепіано                                                                          |
| 1987 | Koncert pro varhany a orchestr                      | Концерт для органу з оркестром                      | |
| 1987 | Koncert pro trubku a orchestr                       | Концерт для труби з оркестром                       | також для труби та фортепіано                                                                          |
| 1988 | Koncert pro violoncello a orchestr                  | Концерт для віолончелі з оркестром                  | лауреат премії Гравемаєра за музичну композицію 1993 року                                              |
| 1992 | Koncert pro housle a orchestr                       | Концерт для скрипки з оркестром                     | |